# Mesanthura reticulata
Mesanthura reticulata là một loài chân đều trong họ Anthuridae. Loài này được Kensley miêu tả khoa học năm 1982.